# Combret
Combret é uma comuna francesa na região administrativa de Occitânia, no departamento de Aveyron. Estende-se por uma área de 49,85 km². Em 2010 a comuna tinha 275 habitantes (densidade: 5,5 hab./km²).